# Teorema di equidistribuzione
In matematica, il teorema di equidistribuzione è l'asserzione che la successione {a, 2a, 3a, ...} mod 1 è uniformemente distribuita sull'intervallo unitario [0,1], quando a è un numero irrazionale.  
Esso è un caso particolare del teorema ergodico.

## Storia
Mentre questo teorema fu dimostrato nel 1909 e nel 1910 separatamente da Hermann Weyl, Wacław Sierpiński e Piers Bohl, varianti di questo teorema continuano ad essere studiate ai nostri giorni.
Nel 1916, Weyl dimostrò che la successione a, 22a, 32a, ... mod 1 è uniformemente distribuita in un intervallo unitario. Nel 1935, Ivan Vinogradov dimostrò che la sequenza pn a mod 1 è uniformemente distribuita, dove pn è n-simo primo. La verifica di Vinogradov fu un sottoprodotto della congettura di Goldbach sui dispari, che afferma che numero dispari sufficientemente grande è la somma di tre numeri primi.
George Birkhoff, nel 1931, e Aleksandr Khinchin, nel 1933, dimostrarono che la generalizzazione x+na, per quasi tutti gli x,  è equidistribuito in sottoinsieme misurabile di Lebesgue di un intervallo unitario.  La corrispondente generalizzazione dei risultati di Weyl e Vinogradov fu dimostrata da Jean Bourgain nel 1988. 
Nello specifico, Khinchin mostrò che l'identità 
{\displaystyle \lim _{n\to \infty }{\frac {1}{n}}\sum _{k=1}^{n}f((x+ka)\mod 1)=\int _{0}^{1}f(y)\,dy}
è valida per quasi tutti gli x e per qualsiasi funzione integrabile di Lebesgue f. Nella formulazione moderna, è richiesto che la condizione di identità 
{\displaystyle \lim _{n\to \infty }{\frac {1}{n}}\sum _{k=1}^{n}f((x+b_{k}a)\mod 1)=\int _{0}^{1}f(y)\,dy}
possa essere valida, date alcune generali successioni {\displaystyle b_{k}}.
Un notevole risultato è che la successione {\displaystyle 2^{k}a} mod 1 è uniformemente distribuita per quasi tutti, ma non tutti, gli irrazionali a. Similarmente, per la successione {\displaystyle b_{k}=2^{k}}, per ogni irrazionale a, e quasi tutti gli x, esiste una funzione f per la quale la somma diverge.
Un potente risultato generale è il criterio di Weyl, che mostra come una equidistribuzione sia equivalente ad avere una stima non banale per una somma esponenziale formata con le successioni come esponenti. Nel caso dei multipli di a, il criterio di Weyl riduce il problema ad una somma finita serie geometrica.

### Riferimenti storici
- P. Bohl, Über ein in der Theorie der säkutaren Störungen vorkommendes Problem, (1909), J. reine angew. Math. 135 pp 189-283.
- H. Weyl, Über die Gibbs'sche Erscheinung und verwandte Konvergenzphänomene, (1910) Rendiconti del Circolo Matematico di Palermo, 330, pp377-407.
- W. Sierpinski, Sur la valeur asymptotique d'une certaine somme, (1910), Bull Intl. Acad. Polonmaise des Sci. et des Lettres (Cracovie) series A, pp. 9-11.
- H. Weyl, Über die Gleichverteilung von Zählen mod. Eins, (1916) Math. Ann. 77, pp. 313-352.
- G. D. Birkhoff, Proof of the ergodic theorem, (1931), Proceedings of the National Academy of Sciences USA, 17 pp 656-660.
- A. Ya. Khinchin, Zur Birkhoff's Lösung des Ergodensproblems, (1933), Math. Ann. 107 pp 485-488.

### Riferimenti moderni
- Joseph M. Rosenblatt and Máté Weirdl, Pointwise ergodic theorems via harmonic analysis, (1993) appearing in Ergodic Theory and its Connections with Harmonic Analysis, Proceedings of the 1993 Alexandria Conference, (1995) Karl E. Petersen and Ibrahim A. Salama, eds., Cambridge University Press, Cambridge, ISBN 0-521-45999-0. (An extensive survey of the ergodic properties of generalizations of the equidistribution theorem of shift maps on the unit interval. Focuses on methods developed by Bourgain.)
- Elias M. Stein and Rami Shakarchi, Fourier Analysis. An Introduction, (2003) Princeton University Press, pp 105-113 (Proof of the Weyl's theorem basing on the Fourier Analysis)